# Progne sinaloae
Progne sinaloae là một loài chim trong họ Hirundinidae.